# إد كوريا
إد كوريا (بالإنجليزية: Ed Correa)‏ هو لاعب كرة قاعدة أمريكي، ولد في 29 أبريل 1966 في سان خوان في الولايات المتحدة.

## وصلات خارجية
- إد كوريا على موقعبيزبول رفرنس.كوم (الدوري الرئيسي) (الإنجليزية)
- إد كوريا على موقعبيزبول رفرنس.كوم (الدوري الثانوي) (الإنجليزية)
- إد كوريا على موقع مشجعي الرسوم البيانية (الإنجليزية)